# Giulio Paulis
Giulio Paulis (Cagliari, 11 settembre 1947) è un glottologo e saggista italiano.
Giulio Paulis è un docente universitario di glottologia e linguistica e preside della Facoltà di Studi Umanistici dell'Università degli Studi di Cagliari. Autore di numerosi saggi, si è particolarmente interessato al problema dei rapporti tra lingua e cultura, lingua e storia e alla dimensione diacronica del fenomeno linguistico e ha investigato, nel contesto del mondo mediterraneo, la realtà linguistica della Sardegna in relazione alle componenti paleosarda, fenicio-punica, latina, greco-bizantina, catalana e spagnola. È stato il curatore delle traduzioni ed edizioni delle opere sul sardo di Max Leopold Wagner.

## Opere principali
- Greco e superstrati primari, in Eduardo Blasco Ferrer, Peter Koch, Daniela Marzo (a cura di), «Manuale di linguistica sarda», 2017, pp. 104-118.
- Latino, greco e volgare nella Sardegna bizantina e alto-giudicale. Dinamiche sociolinguistiche e onomastica personale, in «Linguarium Varietas», n. 5, 2016, pp. 191-209.
- Il paleosardo: retrospettive e prospettive, in «Aion. Annali del Dipartimento di Studi del Mondo Classico e del Mediterraneo Antico — Sezione linguistica» 30, n. 4, 2010, pp. 11-61.
- «Introduzione», in Giulio Paulis (a cura di), Dizionario etimologico sardo di Max Leopold Wagner, Nuoro, Ilisso, 2008, pp. 7-23.
- «Lingue subregionali in Sardegna», in Atti del Convegno «Il Gallurese una lingua diversa in Sardegna». San Teodoro 19-20 giugno 2004, Olbia, Ed. Istituto delle Civiltà del Mare, 2004, pp. 15-21.
- Vocabolario sardo logudorese-italiano, 2002
- «La lingua sarda e l'identità ritrovata», in La Sardegna. (Storia d'Italia. Le regioni dall'unità a oggi), a cura di Luigi Berlinguer ed Antonello Mattone, Torino, Einaudi, 1998, pp. 1201-1221.
- Prefazione a: Max Leopold Wagner, La lingua sarda. Storia, spirito e forma, Nuoro, Ilisso, 1997, pp. 7-38.
- Studi sul sardo medioevale, in Officina linguistica 1, n. 1, 1997, Nuoro: Ilisso.
- «L'influsso linguistico fenicio-punico in Sardegna. Nuove acquisizioni e prospettive di ricerca», in Circolazioni culturali nel Mediterraneo antico. Atti della VI giornata camito-semtica e indoeuropea, I Convegno Internazionale di linguistica dell'area mediterranea, Sassari 24-27 aprile 1991, a cura di Paolo Filigheddu, Cagliari, Corda, 1994, pp. 213-219.
- «L'influsso linguistico spagnolo in Sardegna», in La società sarda in età spagnola, a cura di Francesco Manconi, Cagliari, Edizioni della Torre, 1992.
- I nomi popolari delle piante in Sardegna, Sassari, 1992
- «Il corvo, la pietra magica e il crisantemo santo. Dal paganesimo al cristianesimo popolare nella Sardegna bizantina», in Quaderni di Semantica, n.11, 1990, pp. 55-78.
- «Sopravvivenze della lingua punica in Sardegna», in L'Africa romana. Atti del VII Convegno di Studio (Sassari 1989), a cura di Attilio Mastino, Sassari, Gallizzi, 1990, pp. 599-639.
- I nomi di luogo in Sardegna, Sassari 1987.  ISBN 9788820619879
- «Introduzione e Appendice alla Fonetica storica del sardo di Max Leopold Wagner», in Max Leopold Wagner, Fonetica storica del sardo, traduzione, introduzione e appendice di Giulio Paulis, Cagliari, Trois, I-CVIII, 1984, pp. 476-636.
- Lingua e cultura nella Sardegna bizantina. Testimonianze linguistiche dell'influsso greco, Sassari, L'Asfodelo, 1983.
- «Gli studi di linguistica sarda», in La Sardegna, a cura di Manlio Brigaglia, Cagliari, Edizioni della Torre, 1982, pp. 114-119.
- Grecità e romanità nella Sardegna bizantina e altogiudicale, Cagliari, Università di Cagliari (Istituto di Glottologia), 1980.